# Đằng Vương các

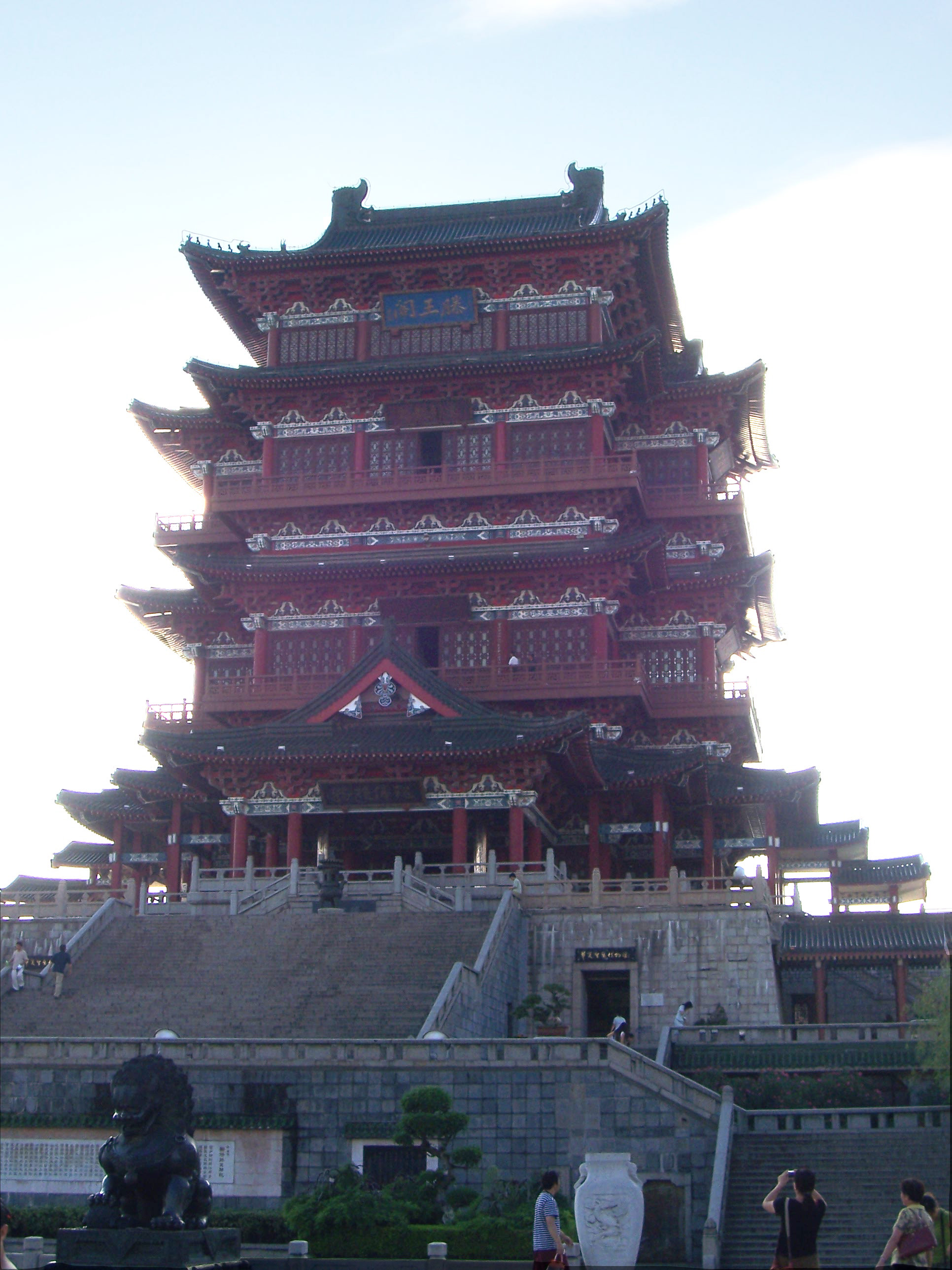
Lầu chính của Đằng Vương các ở Giang Tây.

Đằng Vương các (tiếng Trung: 滕王阁) là tên gọi của ba nhà lầu có gác do Đằng Vương Lý Nguyên Anh thời Nhà Đường cho xây dựng tại các tỉnh Giang Tây, Tứ Xuyên và Sơn Đông. Trong số này, nổi tiếng nhất là Đằng Vương các ở Giang Tây, do nó gắn liền với bài thơ Đằng Vương các tự của Vương Bột. Trong phạm vi bài này chỉ đề cập tới Đằng Vương các tại Giang Tây.
Đằng Vương các ở Nam Xương, tỉnh Giang Tây là một trong Tứ đại danh lâu của Trung Quốc và là một trong ba đại danh lầu của vùng Giang Nam, cùng với Nhạc Dương lâu ở Hồ Nam, Hoàng Hạc lâu ở Hồ Bắc.

## Lịch sử
Đằng Vương các nằm ở phía tây bắc Nam Xương, bờ đông sông Cám Giang. Được Lý Nguyên Anh (con trai của Đường Cao Tổ Lý Uyên, em của Đường Thái Tông Lý Thế Dân) cho xây dựng vào năm Vĩnh Huy thứ 4 (năm 653) thời Nhà Đường. Năm 652 Lý Nguyên Anh được điều đến Tô Châu để nhậm chức thứ sử, ông sai đô đốc Hồng Châu xây dựng các này để làm chỗ ở. Do Lý Nguyên Anh được phong là "Đằng Vương", nên các này gọi là Đằng Vương các. Khoảng 20 năm sau, đô đốc Hồng Châu khi đó là Diêm Công cho trùng tu. Sau khi hoàn thành công việc, ông cho mời các văn sĩ đến sáng tác thơ văn để ghi nhớ, Vương Bột đã sáng tác bài Đằng Vương các tự và nó đã trở thành một trong những bài thơ nổi tiếng trong thơ ca Trung Hoa thời kỳ Nhà Đường.
Sau này, qua các thời kỳ Tống, Nguyên, Minh, Thanh thì Đằng Vương các cũng lần lượt trải qua nhiều thời kỳ thịnh suy, trước sau tổng cộng 28 lần trùng tu, các công trình kiến trúc đã bị thay đổi nhiều. Lần trùng tu cuối cùng diễn ra vào khoảng niên hiệu Đồng Trị (1862-1875) Nhà Thanh. Giai đoạn 1926-1929, Đằng Vương các bị phá hủy do chiến tranh. 50 năm sau, nó lại được trùng tu một lần nữa.

## Hiện tại
Đằng Vương các hiện tại là phiên bản trùng tu lần thứ 29. Ngày 8 tháng 10 năm 1989 công việc trùng tu hoàn thành với kiến trúc mô phỏng theo kiểu kiến trúc thời Nhà Tống, nó cao 57,5 m với 5 tầng và 9 lớp mái, sử dụng kiểu "minh tam ám thất" (ba sáng bảy tối) trong xây dựng lầu, gác của thời Tống. Mỗi tầng đều có hành lang để quan sát phong cảnh Cám Giang. Hai phía nam, bắc có các đình là "Áp Giang đình" và "Ấp Thúy đình". Tổng diện tích xây dựng là 13.000 m² trên diện tích tổng cộng 47.000 m².
Tầng một của Đằng Vương các cao 12 m. Tại lối vào có hai hàng chữ viết của Mao Trạch Đông chép lại câu thơ của Vương Bột "落霞与孤鹜齐飞" và "秋水共长天一色" ("Lạc hà dữ cô vụ tề phi" và "thu thủy cộng trường thiên nhất sắc" - tạm dịch: Ráng chiều với cánh vịt trời cô đơn cùng bay, nước thu trộn lẫn bầu trời xa một sắc) trên các cột bằng thép không gỉ. Đại sảnh phía tây có mô hình Đằng Vương các theo tỷ lệ 1:25 làm bằng đồng.
Tầng lầu thứ hai có một bích họa là "Nhân kiệt đồ -Giang Tây lịch đại danh đồ quyển" vẽ 80 danh nhân đất Giang Tây từ thời Nhà Tần đến những năm cuối Nhà Thanh như Đào Uyên Minh, Từ Nhụ Tử, Tằng Củng, Âu Dương Tu, Vương An Thạch, Thang Hiển Tổ. Bích họa cao 2,55 m, dài 43,9 m.

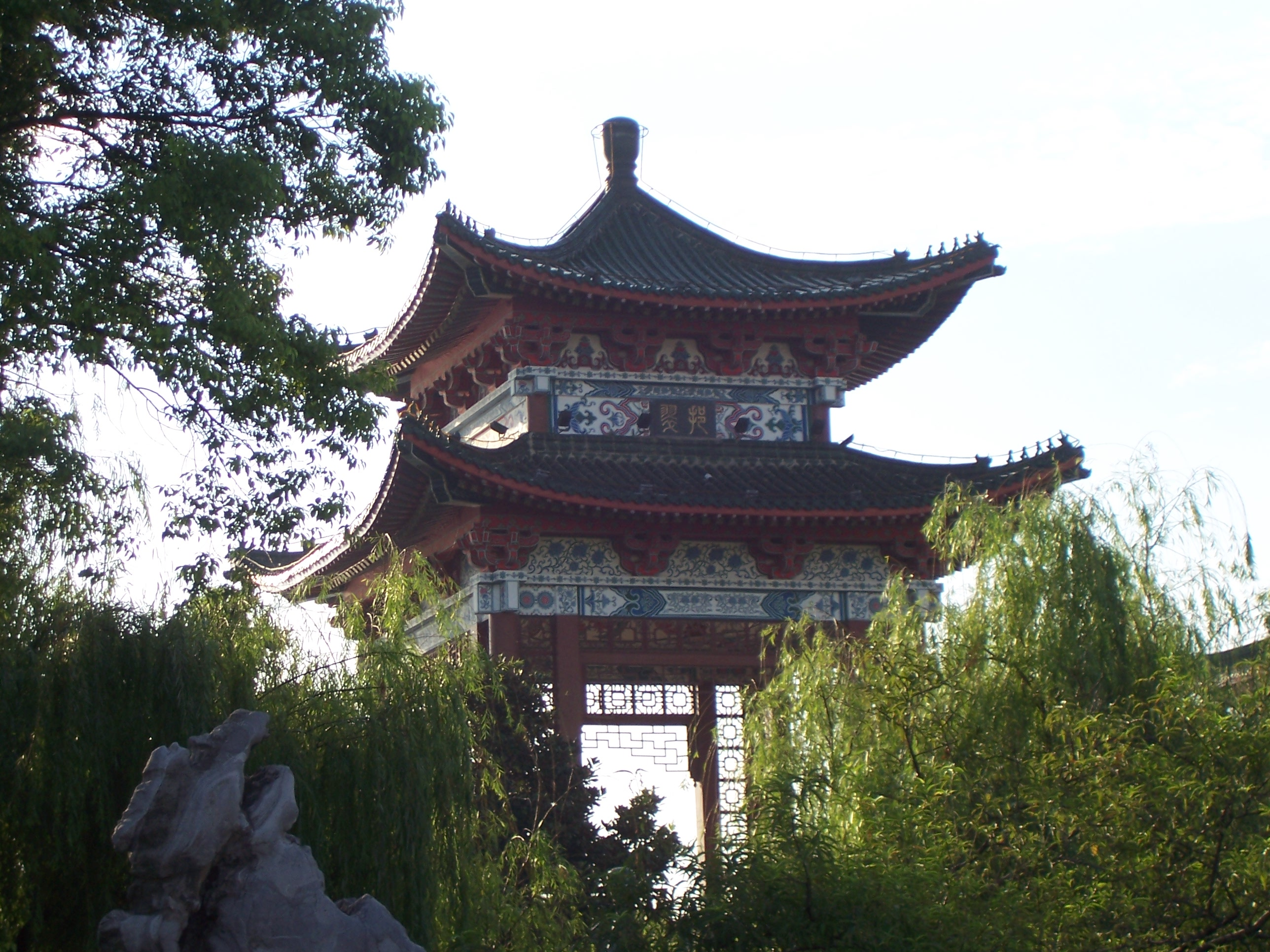
Ấp Thúy đình

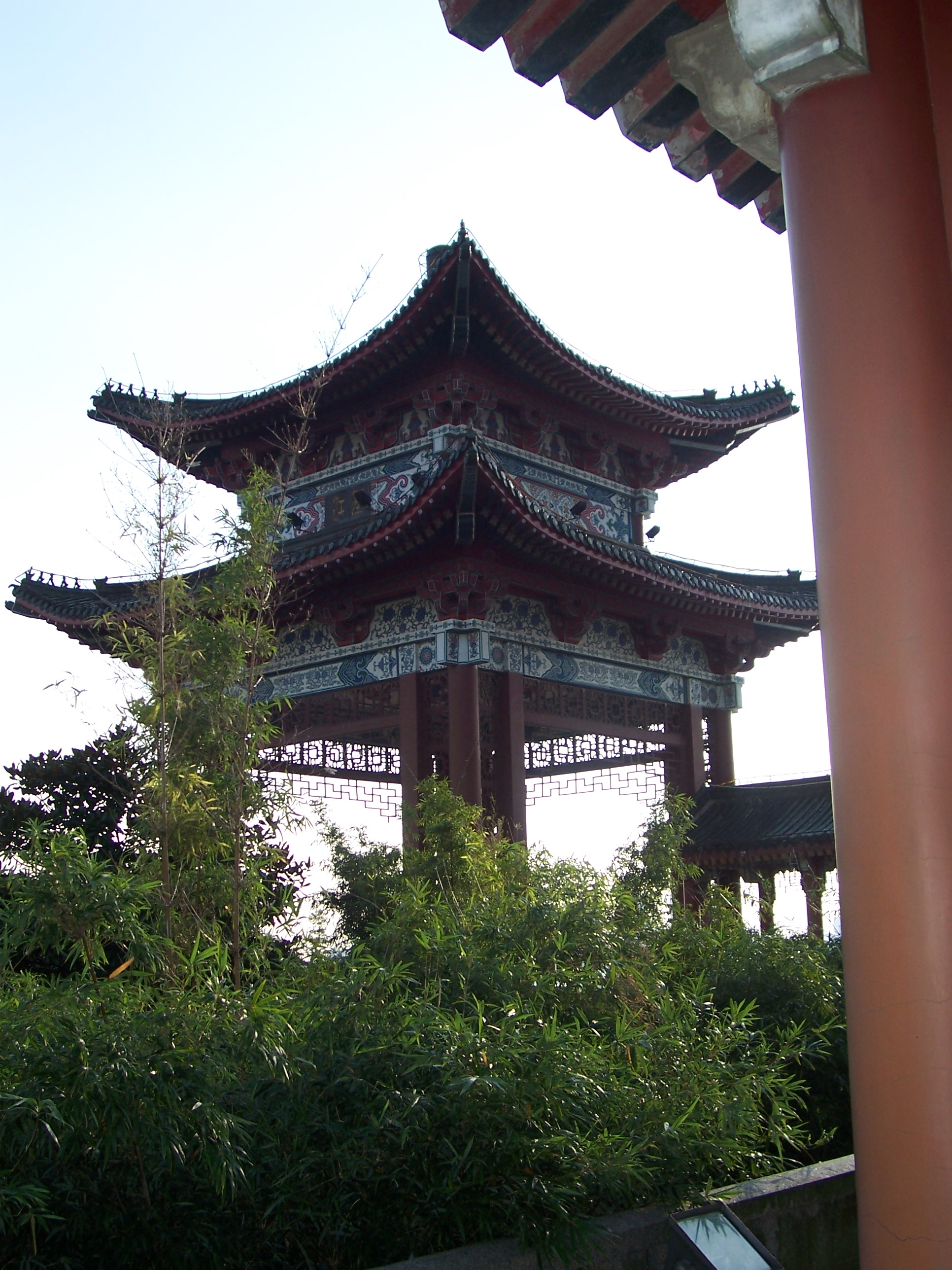
Áp Giang đình

Tầng lầu thứ ba có một bích họa là "Lâm Xuyên mộng", vẽ theo nội dung 4 vở hí kịch của Thang Hiển Tổ (Lâm Xuyên tứ mộng) gồm: Mẫu đơn đình, Tử thoa ký, Nam Kha mộng, Hàm Đan ký.
Tầng lầu thứ tư có bích họa là Địa linh đồ.
Chính giữa tầng lầu thứ năm có một giếng trời, là tầng cao nhất, ngày trước là nơi để thưởng thức ca múa. Hiện nay mỗi ngày đều có biểu diễn ca múa cổ. Hai bên của tầng lầu này có bày các loại nhạc cụ cổ nước Sở được phục chế theo mô hình thu được từ mộ Tằng Hầu Ất, bên để chuông, bên để khánh cùng trống với hai con phượng, hổ đỡ trống và 25 chiếc đàn cổ.